# 白潭湖
白潭湖是一个位于中国湖北省黄冈市的淡水湖，面积约为5.13平方千米，属于长江区。它的一级流域为长江流域，二级流域为长江干流水系。